# 아이패드 (3세대)

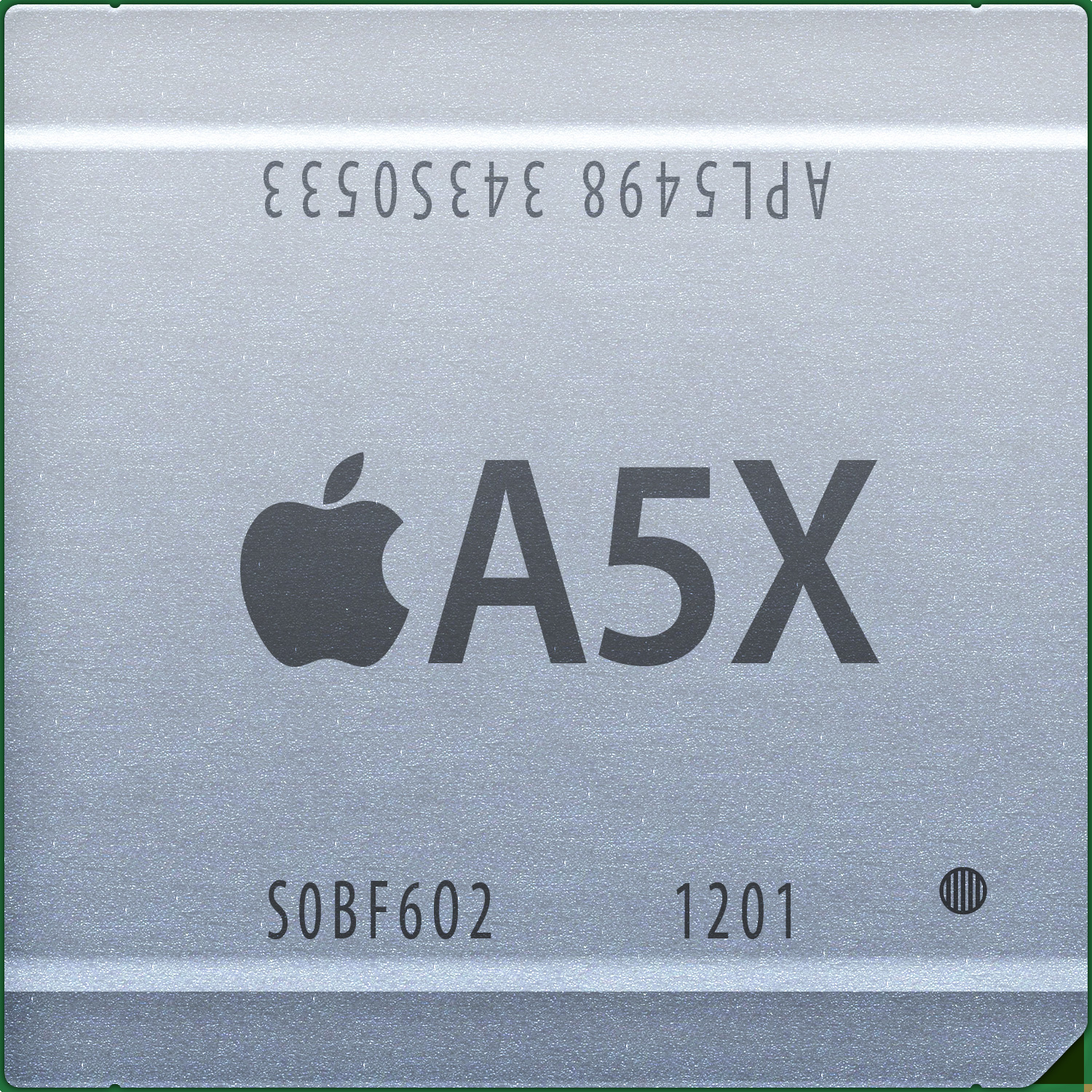
아이패드 3세대에서 사용하는 애플의 A5X 칩

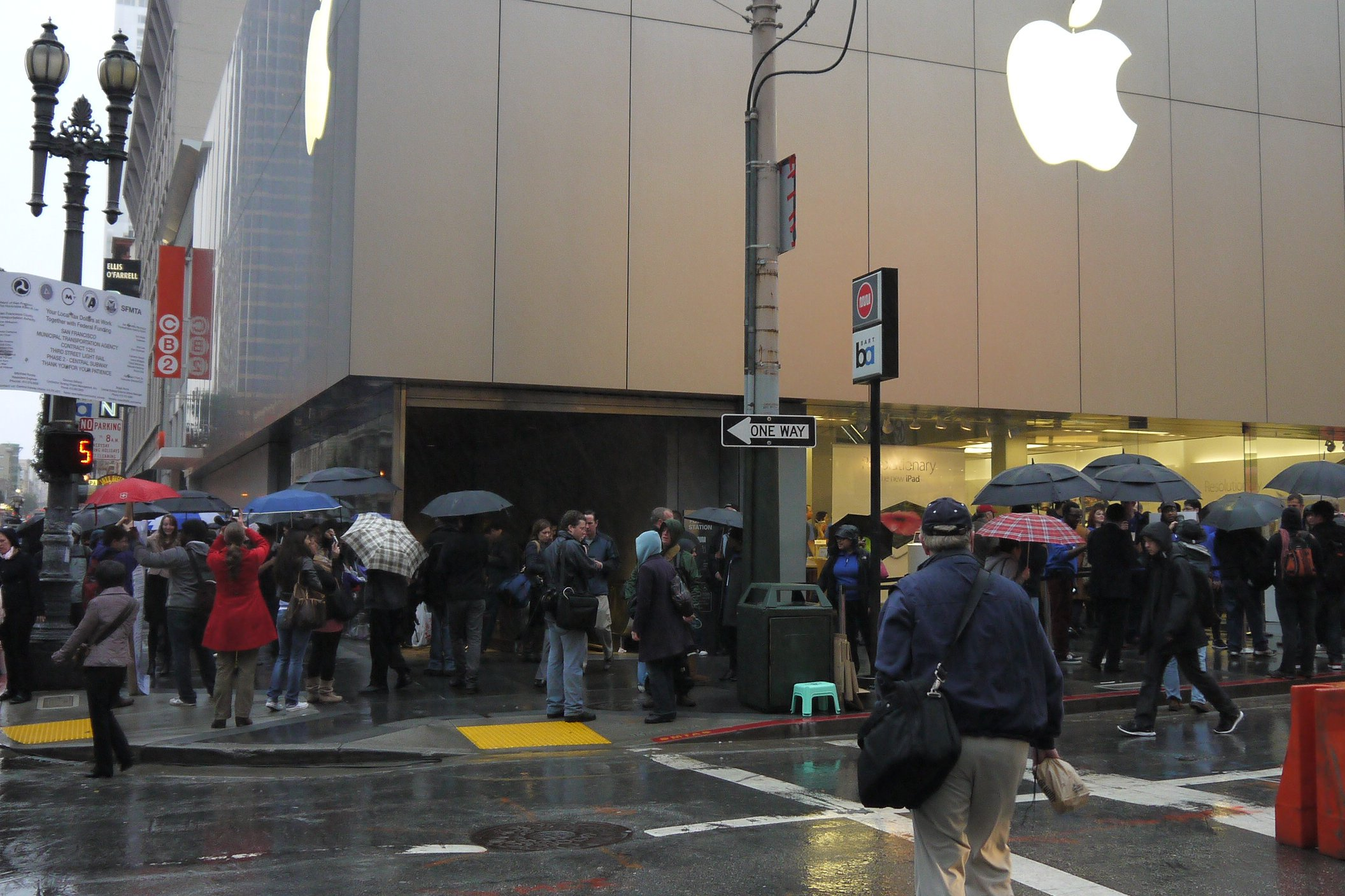
아이패드 3세대를 사기 위해 줄을 서있는 사람들의 모습

아이패드(iPad)는 애플이 2012년 3월 7일 샌프란시스코 비옌나 아트 센터에서 공식적으로 발표한 아이패드의 3세대 제품이다. 아이패드, 아이패드2처럼 따로 모델명은 없으며 그냥 이름이 '아이패드'이다. 기존 두 개의 제품과 차별화하기 위해 "아이패드 3세대"라는 표현을 사용한다. 레티나 디스플레이가 장착되었고, 삼성이 제조한 애플 A5X CPU가 탑재되었다. 500만 화소 iSight Camera 등도 포함되었다.
2세대 아이패드의 A5칩(45nm공정 die사이즈 10.01x11.92mm)의 개량형인 A5X칩(45nm공정 die사이즈12.82x12.71mm)을 사용하여 성능상으로 나눌때 2.5세대 제품에 해당된다.
제품출시 7개월 만인 2012년 10월 23일 아이패드 (4세대)가 발표되면서 제품군 중 최단시간으로 단종되었다. 그래서 아이패드 3세대 구매자들은 자신이 구매한 3세대 아이패드가 토사구패드라면서 애플에 대한 원망을 표현했다.

## 출시 가격
| 모델                        | 미국 가격 | 한국 가격   |
| --------------------------- | --------- | ----------- |
| 아이패드 16GB 와이파이      | $499      | 620,000원   |
| 아이패드 32GB 와이파이      | $599      | 740,000원   |
| 아이패드 64GB 와이파이      | $699      | 860,000원   |
| 아이패드 16GB 와이파이 + 4G | $629      | 770,000원   |
| 아이패드 32GB 와이파이 + 4G | $729      | 890,000원   |
| 아이패드 64GB 와이파이 + 4G | $829      | 1,010,000원 |

## 하드웨어
| 분류                        | 내용                                                                                          |
| --------------------------- | --------------------------------------------------------------------------------------------- |
| 디스플레이                  | 9.7인치 IPS LED 백라이트 LCD                                                                  |
| 중앙 처리 장치              | Apple A5X SoC (System on Chip) 1 GHz                                                          |
| 메모리                      | 1 GB ( 512MB X 2 ) A5X 패키지에 내장                                                          |
| 그래픽                      | PowerVR SGX-543MP4 Graphics 2048x1536 Pix 20 cm × 15 cm, 264ppi                               |
| 저장용량                    | 16GB / 32GB / 64GB 플래시메모리                                                               |
| 무선네트워크                | 내장 802.11a/b/g/n과 블루투스 4.0                                                             |
| 3G 네트워크(해외는 4G 가능) | 14.4 Mbps/초 HSDPA+, 3G 모델에 한해서 사용가능                                                |
| 운영 체제                   | iOS 9.3.5 (출시 당시 iOS 5.1)                                                                 |
| 배터리                      | 내장 리튬이온폴리머 42.5 W·h (최대 10시간 사용) 3.7V 11486mAh                                 |
| 기타                        | 가속도계 & 나침반 A-GPS (Assisted GPS):듀얼 스피커(mono 출력), 3.5mm 마이크로폰, 30-핀 커넥터 |
| 무게                        | 650g(Wi-fi 모델), 660g(Wi-fi+Cellular 모델)                                                   |
| 크기                        | 가로 18.5 cm, 세로 24.1 cm, 두께 0.94 cm                                                      |

## 같이 보기
- 아이패드
- 아이패드 2
- 아이패드 (4세대)
- 아이패드 미니